# Luigi Gonzaga (1611-1636)
Luigi Gonzaga (Castiglione, 25 gennaio 1611 – Palermo, 22 febbraio 1636) è stato un nobile italiano, principe di Castiglione e marchese di Medole.

## Biografia

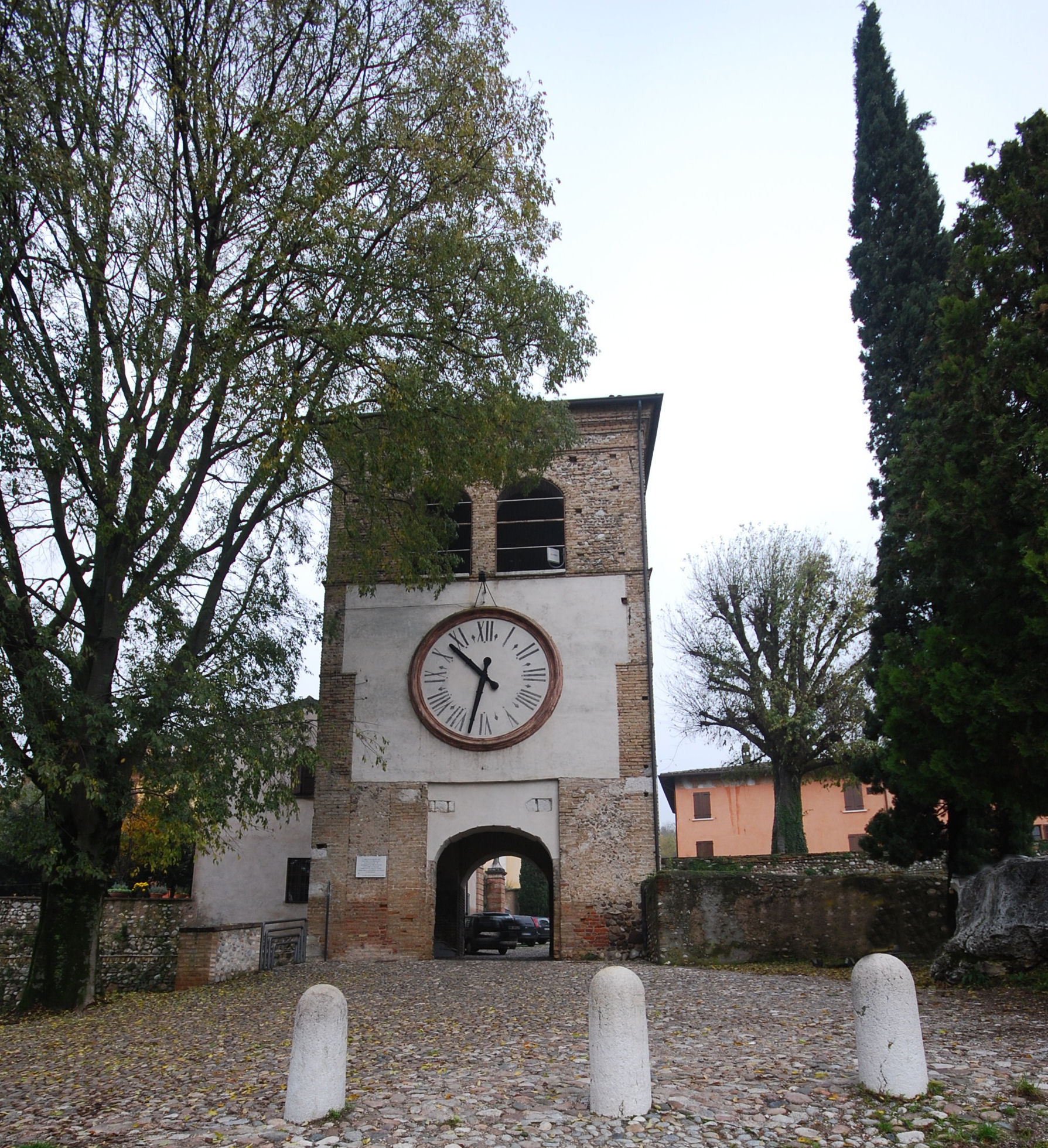
Castiglione delle Stiviere, il castello

Figlio di Francesco Gonzaga e di Bibiana von Pernstein alla morte del padre divenne principe di Castiglione a soli sei anni e fu affidato alla tutela dello zio Cristierno marchese di Solferino e al cugino cardinale Teodoro Trivulzio, figlio di Caterina Gonzaga di Castel Goffredo.
La reggenza si rivelò subito difficile soprattutto nei confronti dei medolesi, alcuni dei quali furono imprigionati da Cristierno a seguito di una fallita ribellione. Iniziarono anche dispute con il duca di Mantova Ferdinando, intenzionato a revocare la tutela dei minori per impossessarsi del feudo. Scoppiarono liti anche tra i due tutori tant'è che nel 1618 arrivò a Castiglione un commissario cesareo mandato dall'imperatore che fallì nella missione. La vertenza si concluse nel 1619. Iniziarono anche malcontenti della popolazione di Solferino nei confronti di Cristierno per alcune gabelle loro imposte e nel 1620 fu la volta di Medole.
Nel 1621 Luigi e il fratello minore Ferdinando furono inviati ad Ingolstadt in Baviera per compiere i loro studi e Gridonia Gonzaga diventò tutrice dei minori. Nel 1628 Luigi fece rientro a Castiglione e nel 1629 a diciotto anni divenne possessore dei suoi feudi. Si trasferì quindi a Roma dove conobbe Laura del Bosco Ventimiglia (1610-1664), figlia di Vincenzo, duca di Misilmeri, che sposò a Palermo nel gennaio 1630. In quel periodo si diffuse la peste anche nella zona di Castiglione e Mantova il 18 luglio 1630 cadde nelle mani delle truppe imperiali e fu saccheggiata.
Nel 1635 ritornò con la moglie a Palermo dopo aver messo la reggenza del principato nelle mani del cardinale Teodoro Trivulzio. Colpito da malattia morì il 22 febbraio 1636.
Alla sua morte divenne principe di Castiglione il fratello Ferdinando I.

## Discendenza
Luigi e Laura ebbero quattro figli:
- Bibiana (1633-1633);
- Francesco (1634-1636);
- Giovanna Maddalena (1635-1695), sposò il principe Carlo II Doria Del Carretto, duca di Tursi e principe di Avella;
- Luigia (1636-1640).

## Ascendenza
|                                  |                          |                                   | Genitori                       |  |  | Nonni |  |  | Bisnonni        |  |  | Trisnonni       |  |
|                                  |                          |                                   |                                |  |  |       |  |  | Aloisio Gonzaga |  |  | Rodolfo Gonzaga |  |
|                                  |                          |                                   |                                |  |  |       |  |  | Aloisio Gonzaga |  |  | Rodolfo Gonzaga |  |
|                                  |                          | Caterina Pico                     |                                |  |  |       |  |  | Aloisio Gonzaga |  |  |                 |  |
| Ferrante Gonzaga                 |                          |                                   |                                |  |  |       |  |  | Aloisio Gonzaga |  |  |                 |  |
|                                  |                          | Caterina Anguissola               | Gian Giacomo Anguissola        |  |  |       |  |  |                 |  |  |                 |  |
|                                  |                          | Caterina Anguissola               | Gian Giacomo Anguissola        |  |  |       |  |  |                 |  |  |                 |  |
|                                  |                          | Caterina Anguissola               | Angela Radini Tedeschi         |  |  |       |  |  |                 |  |  |                 |  |
| Francesco Gonzaga                |                          | Caterina Anguissola               |                                |  |  |       |  |  |                 |  |  |                 |  |
|                                  |                          | Baldassarre Tana                  | …                              |  |  |       |  |  |                 |  |  |                 |  |
|                                  |                          | Baldassarre Tana                  | …                              |  |  |       |  |  |                 |  |  |                 |  |
|                                  |                          | Baldassarre Tana                  | …                              |  |  |       |  |  |                 |  |  |                 |  |
| Marta Tana                       |                          | Baldassarre Tana                  |                                |  |  |       |  |  |                 |  |  |                 |  |
|                                  |                          | Anna Della Rovere                 | …                              |  |  |       |  |  |                 |  |  |                 |  |
|                                  |                          | Anna Della Rovere                 | …                              |  |  |       |  |  |                 |  |  |                 |  |
|                                  |                          | Anna Della Rovere                 | …                              |  |  |       |  |  |                 |  |  |                 |  |
| Luigi Gonzaga                    |                          | Anna Della Rovere                 |                                |  |  |       |  |  |                 |  |  |                 |  |
|                                  | Giovanni IV di Pernstein | Guglielmo II di Pernstein         |                                |  |  |       |  |  |                 |  |  |                 |  |
|                                  | Giovanni IV di Pernstein | Guglielmo II di Pernstein         |                                |  |  |       |  |  |                 |  |  |                 |  |
|                                  | Giovanni IV di Pernstein | Johanka di Liblice                |                                |  |  |       |  |  |                 |  |  |                 |  |
| Vratislav von Pernstein          | Giovanni IV di Pernstein |                                   |                                |  |  |       |  |  |                 |  |  |                 |  |
|                                  |                          | Hedwig von Schellenberg           | …                              |  |  |       |  |  |                 |  |  |                 |  |
|                                  |                          | Hedwig von Schellenberg           | …                              |  |  |       |  |  |                 |  |  |                 |  |
|                                  |                          | Hedwig von Schellenberg           | …                              |  |  |       |  |  |                 |  |  |                 |  |
| Bibiana von Pernstein            |                          | Hedwig von Schellenberg           |                                |  |  |       |  |  |                 |  |  |                 |  |
|                                  |                          | García Manrique de Lara y Mendoza | …                              |  |  |       |  |  |                 |  |  |                 |  |
|                                  |                          | García Manrique de Lara y Mendoza | …                              |  |  |       |  |  |                 |  |  |                 |  |
|                                  |                          | García Manrique de Lara y Mendoza | …                              |  |  |       |  |  |                 |  |  |                 |  |
| Maria Manrique de Lara y Mendoza |                          | García Manrique de Lara y Mendoza |                                |  |  |       |  |  |                 |  |  |                 |  |
|                                  |                          | Isabel de Briceño y Arévalo       | Cristóbal de Briceño y Arévalo |  |  |       |  |  |                 |  |  |                 |  |
|                                  |                          | Isabel de Briceño y Arévalo       | Cristóbal de Briceño y Arévalo |  |  |       |  |  |                 |  |  |                 |  |
|                                  |                          | Isabel de Briceño y Arévalo       | Isabel della Caprona           |  |  |       |  |  |                 |  |  |                 |  |
|                                  |                          | Isabel de Briceño y Arévalo       |                                |  |  |       |  |  |                 |  |  |                 |  |